# SV Voorde
SV Voorde was een Belgische voetbalclub uit Voorde. De club is aangesloten bij de KBVB met stamnummer 8262 en heeft groen en wit als kleuren.
Voor haar jeugdwerking werkte de club samen met de buurclubs VK Nederhasselt en KE Appelterre-Eichem in een samenwerkingsverband, "SV Zuidoost" (SamenwerkingsVerband Zuidoost).

## Geschiedenis
De club werd opgericht in 1969 en sloot zich halverwege de jaren 70 aan bij de Belgische Voetbalbond. SV Voorde ging er spelen in de provinciale reeksen.
In de 2008 won SV Voorde zijn reeks in Tweede Provinciale en zo steeg de club naar het hoogste provinciale niveau. In 2012 stootte SV Voorde door tot de vijfde ronde van Beker van België.
In seizoen 2018-2019 fuseerde SV Voorde met buur KE Appelterre-Eichem en gingen ze samen verder onder de naam KFC Voorde-Appelterre onder het stamnummer 3964 van KE Appelterre-Eichem.